# Der Spiegel
Der Spiegel – niemiecki tygodnik opinii, jeden z największych i najbardziej wpływowych, o nakładzie 654 484 egzemplarzy.
Powstał w Hanowerze w 1947 roku, a od roku 1952 jego siedzibą jest Hamburg. Wzorowany był na brytyjskim magazynie News Review i amerykańskim Time. Tematyką są wydarzenia polityczne, gospodarcze, naukowe i kulturalne Niemiec, Europy i świata, bieżące komentarze i pogłębione analizy. Der Spiegel jest następcą gazety Diese Woche.
Pierwsze wydanie ukazało się 4 stycznia 1947 (sobota). Ograniczony dostęp do papieru pozwalał na drukowanie 15 tysięcy egzemplarzy, które cieszyły się dużą popularnością. Egzemplarz, który nominalnie kosztował 1 markę, na czarnym rynku kupić można było za 15 marek. Pod koniec lat czterdziestych Der Spiegel miał już ugruntowaną pozycję i rozbudowaną redakcję. Poza Hanowerem działały cztery niemieckie biura zamiejscowe w Berlinie, Frankfurcie nad Menem, Monachium i w Zagłębiu Ruhry. Tygodnik miał też cztery biura zagraniczne: w Londynie, Rzymie, Paryżu i Zurychu.
Pierwszym wydawcą i redaktorem naczelnym był Rudolf Augstein, który pełnił te funkcje do dnia swojej śmierci (7 listopada 2002). Obecnie, od 22 sierpnia 2018, redaktorem naczelnym jest Steffen Klusmann, który zastąpił Klausa Brinkbäumera. Redaktorem naczelnym wersji internetowej jest Barbara Hans, która pełni tę funkcję od 6 grudnia 2016.